# Mindanao
Mindanao (filippínó nyelven: Kamindanawan) a Fülöp-szigetek déli részén az ország második legnagyobb szigete, amely az ország 1/3-át teszi ki.

## Földrajz
Területe 94 630 km², a hozzá tartozó kisebb szigetekkel együtt 104 530 km². 
Mindanao nagy része hegyes, itt van az ország legmagasabb pontja, Apo (2954 m), közel Davaóhoz. 

### A Mindanao szigetcsoport
A következő szigeteket és szigetcsoportokat tartalmazza:
- Mindanao (fősziget)
- Sulu-szigetek (Basilan, Jolo, Tawi-Tawi)
- Camiguin
- Dinagat-szigetek
- Siargao
- Samal
- Sarangani
- Balut
- Bucas Grande
- Britania-szigetek

## Demográfia
Népessége gyorsan nő. A 2015-ös népszámlálás alapján 25,7 millió fő volt. 2021-ben a népességét 27 millió főre becsülték.

### Városok
A 2015-ös népszámlálás szerint a székhely, Davao a sziget legnépesebb városa, mintegy 1,6 millió lakossal. A Davaot követő legnagyobb városok:
- Zamboanga (862 ezer lakos),
- Cagayan de Oro (676 ezer lakos),
- General Santos ( 594 ezer lakos),
- Iligan (343 ezer lakos),
- Butuan (337 ezer lakos)
- Cotabato City (299 ezer lakos).

### Nyelvek
Mindanaóban több tucat nyelvet beszélnek; közülük a szebuano, hiligaynon, szurigaonon, tauszug, maranao, maguindanao és csavakano a legszélesebb körben beszélt.

### Vallás
A lakosság kb. 70%-a kereszténynek, 24%-a pedig muszlimnak vallotta magát.

## Gazdaság
A szigeten több csapadék hull, mint az ország más részein, ami egész évi földművelést tesz lehetővé. 
A mezőgazdaság, az erdőgazdálkodás és a halászat Mindanao gazdaságának több mint 40%-át teszi ki, és az ország legnagyobb beszállítója például az ananász és a banán terén.
Mindanaót tartják a Fülöp-szigetek fő kenyérkosárjának, Az országból exportált tíz fő mezőgazdasági termék közül nyolc főleg a szigetről származik.
Legfontosabb ásványkincsei: vas, nikkel, réz.

## Társadalom
A szigeten az ország függetlenségének elnyerése óta tevékenykednek szeparatista csoportok, akik a sziget muszlim lakosú részét kívánják függetleníteni. Nem egy ilyen csoport rendelkezik erős fundalista háttérrel és áll kapcsolatban iszlamista terrorszervezetekkel. Nem ritkák a fegyveres összecsapások, sőt a terrorcselekmények sem, bár ezidáig az ország elkerülte, hogy nyílt háborús konfliktus alakuljon ki, noha 2017. május 23-án a helyi iszlamisták Marawiban túszejtő akció keretében 23 keresztény filippínót ejtettek foglyul és tűzharcba bocsátkoztak a biztonsági erőkkel. Erre válaszul Rodrigo Duterte, az ország elnöke hadiállapotot hirdetett.

## Fordítás
- Ez a szócikk részben vagy egészben  a   Mindanao című német Wikipédia-szócikk fordításán alapul.  Az eredeti cikk szerkesztőit annak laptörténete sorolja fel. Ez a jelzés csupán a megfogalmazás eredetét és a szerzői jogokat jelzi, nem szolgál a cikkben szereplő információk forrásmegjelöléseként.
- Ez a szócikk részben vagy egészben  a   Mindanao című angol Wikipédia-szócikk fordításán alapul.  Az eredeti cikk szerkesztőit annak laptörténete sorolja fel. Ez a jelzés csupán a megfogalmazás eredetét és a szerzői jogokat jelzi, nem szolgál a cikkben szereplő információk forrásmegjelöléseként.